# Episodi di Twisted
La prima e unica stagione della serie televisiva Twisted è stata trasmessa dal canale televisivo statunitense ABC Family dal 19 marzo 2013 al 1º aprile 2014.
In lingua italiana, i primi 11 episodi sono stati resi disponibili on demand sulla piattaforma TIMvision di Telecom Italia dal 14 ottobre 2014, mentre i restanti 8 episodi sono stati resi disponibili alla fine dello stesso mese.
| nº | Titolo originale                   | Titolo italiano                       | Prima TV USA     | Prima TV Italia |
| -- | ---------------------------------- | ------------------------------------- | ---------------- | --------------- |
| 1  | Pilot                              | Il ritorno                            | 19 marzo 2013    | 14 ottobre 2014 |
| 2  | Grief is a Five Letter Word        | Dolore, una parola di 6 lettere       | 18 giugno 2013   | 14 ottobre 2014 |
| 3  | PSA de Resistance                  | La collana di Tara                    | 25 giugno 2013   | 14 ottobre 2014 |
| 4  | Sleeping with the Frenemy          | Una serata tra ragazze                | 2 luglio 2013    | 14 ottobre 2014 |
| 5  | The Fest and the Furious           | La festa d'autunno                    | 9 luglio 2013    | 14 ottobre 2014 |
| 6  | Three for the Road                 | Gita in Connecticut                   | 16 luglio 2013   | 14 ottobre 2014 |
| 7  | We Need to Talk About Danny        | Dobbiamo parlare di Danny             | 23 luglio 2013   | 14 ottobre 2014 |
| 8  | Doc-Trauma                         | Docu-trauma                           | 30 luglio 2013   | 14 ottobre 2014 |
| 9  | The Truth Will Out                 | I sospetti sulla signora Desai        | 6 agosto 2013    | 14 ottobre 2014 |
| 10 | Poison of Interest                 | Gioco d'interesse                     | 13 agosto 2013   | 14 ottobre 2014 |
| 11 | Out With the In-Crowd              | Festa con veleno                      | 27 agosto 2013   | 14 ottobre 2014 |
| 12 | Dead Men Tell Big Tales            | Il mistero di Vikram                  | 11 febbraio 2014 | 31 ottobre 2014 |
| 13 | Sins of the Father                 | I peccati del padre                   | 18 febbraio 2014 | 31 ottobre 2014 |
| 14 | Home Is Where the Hurt Is          | Un doloroso segreto                   | 25 febbraio 2014 | 31 ottobre 2014 |
| 15 | Danny Indemnity                    | Uno strano incidente                  | 4 marzo 2014     | 31 ottobre 2014 |
| 16 | The Son Also Falls                 | Demoni                                | 11 marzo 2014    | 31 ottobre 2014 |
| 17 | You're a Good Man, Charlie McBride | Sei un bravo ragazzo, Charlie McBride | 18 marzo 2014    | 31 ottobre 2014 |
| 18 | Danny, Interrupted                 | Vicino alla verità                    | 25 marzo 2014    | 31 ottobre 2014 |
| 19 | A Tale of Two Confessions          | Confessioni a confronto               | 1º aprile 2014   | 31 ottobre 2014 |

## Il ritorno
- Titolo originale: Pilot
- Diretto da: Jon Amiel
- Scritto da: Adam Milch

### Trama
Danny, Jo, e Lacey erano migliori amici d'infanzia. All'età di 11 anni, Danny uccise sua zia Tara e fu posto in un centro di detenzione minorile. Cinque anni più tardi, Lacey è parte della folla popolare, mentre Jo è un'emarginata sociale e non sono più amiche. Appena rilasciato, Danny cerca di riconnettersi con le ragazze e va con Jo alla festa organizzata da Regina, la migliore amica di Lacey. Durante la festa ci sono degli inconvenienti tra cui una lite tra un ragazzo che ci prova con Jo e Danny. Jo è completamente ubriaca e Danny la sta riportando a casa quando Lacey li raggiunge con la macchina e accompagna entrambi. I genitori di Jo vedendo la figlia in quello stato cominciano a diffidare ancora di più di Danny e gli chiudono la porta in faccia. Lacey accompagna Danny a casa e rimane da lui per parlare e mangiare un sacchetto di patatine come quando erano piccoli, ma lei si addormenta sul pavimento. Nel frattempo Danny comincia a ricevere degli sms da parte di Regina in cui lei cerca di concincerlo a tornare a casa sua, Danny gli risponde di no e infine Regina gli dice di sapere il perché ha ucciso sua zia Tara. Il giorno dopo, Regina viene trovata morta, picchiata a sangue e senza la collana che portava sempre con lei; una collana che apparteneva alla zia Tara e che in quel momento si trovava tra le mani di Danny.

## Dolore, una parola di 6 lettere
- Titolo originale: Grief is a Five Letter Word
- Diretto da: Gavin Polone
- Scritto da: Adam Milch

### Trama
Danny è determinato a pulire il suo nome dopo che la città si è rivoltata contro di lui. Jo gli spiega un piano da lei ideato: fare una cena esclusivamente per madri e figli; per far capire a Tess che Danny è un ragazzo di fiducia. All'inizio Danny è poco convinto ma con il susseguirsi degli eventi decide di invitare Tess, Jo e Rico ad una cena presso i Desai. Jo, i suoi genitori e Rico - Kyle decide di aderire alla cena sorprendendo tutti -  vanno dai Desai. Danny mentre sta preparando la tavola con Jo nota una foto di sua zia che si trova vicino al tavolo, dopo aver fatto allontanare Jo prende la foto e la nasconde; nella foto c'era sua zia mentre indossava la collana scomparsa. Kyle, convinto che Danny è l'assassino, cerca nella sua stanza , ma viene scoperto da Danny. I genitori di Jo discutono con Karen su Danny, rovinando la cena e rivelando che quando Danny uccise sua zia Tara, i Desai avevano chiesto ai genitori di Jo se potevano far testimoniare sua figlia a favore di Danny. Loro rifiutarono. Nel frattempo Phoebe, una ragazza che fa credere a tutti di essere stata una grande amica di Regina quando invece si odiavano, fa una piccola riunione con tutti quelli che vogliono ricordare la ragazza morta. Lacey va con il suo ragazzo e si trova davanti a delle persone che credevano di essere qualcosa per Regina, mentre lei usava semplicemente. Lacey ad un certo punto scoppia e comincia a urlare contro Phoebe. Più tardi, Danny brucia tutte le foto di lui e sua zia in un falò. Poi prende la collana di Regina - che apparteneva alla zia Tara - ma non è in grado di distruggerla e la nasconde.

## La collana di Tara
- Titolo originale: PSA de Resistance
- Diretto da: Joe Lazarov
- Scritto da: Andy Reaser

### Trama
Altri interpreti: 

## Una serata tra ragazze
- Titolo originale: Sleeping with the Frenemy
- Diretto da: Joshua Butler
- Scritto da: Kay Reindl e Erin Maher

### Trama
Altri interpreti: 

## La festa d'autunno
- Titolo originale: The Fest and the Furious
- Diretto da: Daisy Mayer
- Scritto da: Debra J. Fisher

### Trama
Altri interpreti: 

## Gita in Connecticut
- Titolo originale: Three for the Road
- Diretto da: Joe Lazarov
- Scritto da: David Babcock

### Trama
Altri interpreti: 

## Dobbiamo parlare di Danny
- Titolo originale: We Need to Talk About Danny
- Diretto da: Chris Grismer
- Scritto da: Brian Studler

### Trama
Altri interpreti: 

## Docu-trauma
- Titolo originale: Docu-Trauma
- Diretto da: Roger Kumble
- Scritto da: Andy Reaser e Phinneas Kiyomura

### Trama
Altri interpreti: 

## I sospetti sulla signora Desai
- Titolo originale: The Truth Will Out
- Diretto da: Joe Lazarov
- Scritto da: Erin Maher e Kay Reindl

### Trama
Altri interpreti: 

## Gioco d'interesse
- Titolo originale: Poison of Interest
- Diretto da: Gavin Polone
- Scritto da: David Babcock

### Trama
Altri interpreti: 

## Festa con veleno
- Titolo originale: Out with the In-Crowd
- Diretto da: Joe Lazarov
- Scritto da: Debra J. Fisher

### Trama
Altri interpreti: 

## Il mistero di Vikram
- Titolo originale: Dead Men Tell Big Tales
- Diretto da: Gavin Polone
- Scritto da: Charles Pratt, Jr.

### Trama
Altri interpreti: 

## I peccati del padre
- Titolo originale: Sins of the Father
- Diretto da: Gavin Polone
- Scritto da: Adam Milch

### Trama
Altri interpreti: 

## Un doloroso segreto
- Titolo originale: Home Is Where the Hurt Is
- Diretto da: David Jackson
- Scritto da: Stacy Rukeyser

### Trama
Altri interpreti: 

## Uno strano incidente
- Titolo originale: Danny Indemnity
- Diretto da: Chad Lowe
- Scritto da: Andy Reaser

### Trama
Altri interpreti: 

## Demoni
- Titolo originale: The Son Also Falls
- Diretto da: Teri Hatcher
- Scritto da: Ariana Jackson

### Trama
Altri interpreti: 

## Sei un bravo ragazzo, Charlie McBride
- Titolo originale: You're a Good Man, Charlie McBride
- Diretto da: Daisy Mayer
- Scritto da: Adam Milch

### Trama
Altri interpreti: 

## Vicino alla verità
- Titolo originale: Danny, Interrupted
- Diretto da: Gavin Polone
- Scritto da: Stacy Rukeyser

### Trama
Altri interpreti: 

## Confessioni a confronto
- Titolo originale: A Tale of Two Confessions
- Diretto da: Gavin Polone
- Scritto da: Charles Pratt, Jr.

### Trama
Altri interpreti: 